# Korede Osundina
Korede Osundina (Naperville (Illinois), 13 februari 2004) is een Amerikaans-Nigeriaans voetballer die als aanvaller speelt. Hij verruilde in januari 2025 FC Dordrecht, dat hem leende van Feyenoord, voor Casa Pia AC.

## Carrière
Osundina doorliep de jeugdopleidingen van Crossfire Premier en de Barça Residency Academy, alvorens hij in 2022 zijn eerste profcontract kreeg aangeboden bij Orange County SC, dat uitkwam op het tweede niveau van de Verenigde Staten, de USL Championship. Hij speelde 41 wedstrijden waarin hij vier maal scoorde. In de US Open Cup, de voetbalbeker van de Verenigde Staten, mocht hij minuten maken tegen Amerikaanse grootmacht Portland Timbers (1-3).

### FC Dordrecht
In 2023 haalde Feyenoord Osundina naar Nederland. Hij werd meteen verhuurd aan FC Dordrecht. Osundina speelde 49 wedstrijden voor de club in de Keuken Kampioen Divisie. Hij maakte zijn debuut tegen SC Cambuur, op 6 oktober 2023. Hij kwam in de 82e minuut in de ploeg voor Adrian Segecic. Drie minuten later gaf hij een assist op Ilias Sebaoui. Het werd 5-2 voor Dordrecht. Op 10 november scoorde hij zijn eerste doelpunt, tegen Jong PSV (1-4). In de 88e minuut, op aangeven van Jop van der Avert, maakte hij de eretreffer. Osundina zou in 49 wedstrijden tien keer het doel treffen.

### Casa Pia AC
In januari 2025 maakte Feyenoord bekend dat Osundina per direct verkocht werd aan Casa Pia AC, dat uitkomt in de Primeira Liga. Hij maakte zijn debuut op 22 februari, tegen Gil Vicente FC. Hij kwam in de 73e minuut in de ploeg voor Jérémy Livolant.

## Statistieken
| Seizoen | Club          | Competitie       | Competitie | Competitie | Beker | Beker | Overig | Overig | Totaal | Totaal |
| Seizoen | Club          | Competitie       | Wed.       | Dlp.       | Wed.  | Dlp.  | Dlp.   | Dlp.   | Wed.   | Dlp.   |
| ------- | ------------- | ---------------- | ---------- | ---------- | ----- | ----- | ------ | ------ | ------ | ------ |
| 2022    | Orange County | USL Championship | 19         | 0          | 2     | 0     |        |        | 21     | 0      |
| 2023    | Orange County | USL Championship | 18         | 4          | 2     | 0     | 0      | 0      | 20     | 4      |
| 2023/24 | FC Dordrecht  | Eerste divisie   | 29         | 4          | 2     | 0     | 0      | 0      | 31     | 4      |
| 2024/25 | FC Dordrecht  | Eerste divisie   | 22         | 6          | 1     | 0     | 0      | 0      | 23     | 6      |
| 2024/25 | Casa Pia      | Primeira Liga    | 1          | 0          | 0     | 0     | 0      | 0      | 1      | 0      |
| Totaal  | Totaal        | Totaal           | 89         | 14         | 7     | 0     | 0      | 0      | 96     | 14     |

Bijgewerkt op 1 maart 2025.